# 井伊谷藩
井伊谷藩（いいのやはん）は、遠江国引佐郡井伊谷（現在の静岡県浜松市浜名区引佐町一帯）周辺を領地として、江戸時代初期にごく短期間存在した藩。「井伊谷三人衆」としても数えられる近藤秀用が、1619年に1万石の大名として旧領に入封して成立したが、翌1620年に分知を行ったため、大名領（藩）としては短命であった。ただし近藤家は「五近藤家」と呼ばれる5つの旗本家に分かれ、幕末まで井伊谷周辺の領主として存続した。
本記事では、井伊谷藩成立までの近藤家の状況、および藩領分割後の旗本領時代も含めて扱う。

## 歴史

### 前史

#### 井伊家と井伊谷三人衆の近藤家
浜名湖の北岸にあたる井伊谷一帯には、中世に井伊氏が根を下ろし、領主として成長した。戦国期には今川氏に従属する国衆となるが、永禄3年（1560年）に井伊直盛が桶狭間の戦いで戦死し、井伊氏は零落することとなる（この時期の井伊家の状況については議論がある。井伊直虎も参照）。
「井伊谷三人衆」は鈴木重時・近藤康用（秀用の父）・菅沼忠久の3人、あるいはその3人の家（山吉田鈴木家・宇利近藤家・都田菅沼家）の総称である。永禄11年（1568年）に徳川家康が遠江に進攻するに際し、井伊谷三人衆は家康に従い、その先導を務めた。
『寛政重修諸家譜』（以後『寛政譜』）によれば、近藤家は康用の祖父にあたる近藤満用のときに松平清康に仕え、以後三河国宇利城（現在の愛知県新城市中宇利）を本拠としていたとされる。家康の遠江進攻の際、康用は敵への備えとして宇利城に在り、子の近藤秀用を派遣して偵察と道案内を務めさせた。戦後、三人衆にはその恩賞として井伊谷周辺に所領が宛行われ、与力・同心を率いて井伊谷城の城番を輪番で務めた。康用は各地の戦いで先鋒を務めて多くの創を被り、ついには歩行が困難になったために引退した。秀用もまた姉川の戦い・三方ヶ原の戦い・長篠の戦い・高天神城の戦いなどに従軍し、武功があった。
井伊氏一族の井伊直政は、天正3年（1575年）に徳川家康に出仕した。『寛政譜』によれば、秀用を含む「井伊谷三人衆」が井伊直政に与力として附属されたのは天正12年（1584年）とある。秀用は井伊直政の麾下で長久手の戦いや第一次上田合戦・小田原合戦・九戸政実攻めを戦って武功を重ねた。井伊直政と直政附属の同心衆は同じ主君（徳川家康）に仕える「上司と部下」の関係であり、指揮系統の上下はあっても主従関係はない。近藤秀用は、井伊直政の「家老」的存在ではあったが、井伊谷の在地領主であり、単独で相当の軍役を担うことのできる独立性の強い存在であった。

#### 家康の関東入国後の近藤秀用
『寛政譜』によれば、秀用には実子として4男3女がある（ほかに養子1名）。長男の近藤季用は、天正18年（1590年）の小田原合戦に父とともに井伊直政麾下として参戦し、若年ながら敵の足軽大将を討った。この功績は家康に賞された上、功績が豊臣秀吉に言上されて紅梅の胴服と馬を褒美として下された。天正19年（1591年）には家康の麾下となって蔵米1000俵を給された（のちに蔵米を知行に改めて1000石）。
小田原合戦後、井伊直政は上野箕輪城（箕輪藩）に配置され、徳川家中最大の12万石の領主となった。この頃より、井伊直政と直政附属の同心衆の関係は「上司と部下」から、主従関係へと変化を見せるようになる。『寛政譜』によれば、秀用は徳川家直属（御麾下の士）となることを願い出て井伊直政のもとを去り、長男の季用のもとに寓居した。井伊谷三人衆は独立性の強い性格であったために、井伊直政の家臣となることを拒否したと推測される。ただし、井伊家の家臣団の編成は家康の意向によっていたと見られ、家康に無許可で行われた秀用の退去は、家康の勘気を蒙った。

#### 関ヶ原の戦い後の近藤家

##### 近藤季用の井伊谷領
季用は関ヶ原の合戦では御徒頭を務め、戦後に旧領である遠江井伊谷で3050石を与えられた。季用は慶長17年（1612年）に没し、その嫡子・近藤貞用が跡を継いだ。

##### 近藤秀用の青柳藩
関ヶ原の合戦で井伊直政は負傷し、慶長7年（1602年）に死去した。この慶長7年（1602年）、秀用は召し出されて徳川秀忠に仕えた。この際、上野国邑楽郡青柳（現在の群馬県館林市青柳町付近）で5000石を与えられた。『引佐町史』によれば、慶長8年（1603年）に池田輝政の口添えによって家康の勘気は解かれたという。
慶長19年（1614年）、近藤秀用は相模国内において新たに1万石の知行地を与えられ、従来の上野青柳5000石と合わせて知行地は1万5000石となった。これにより諸侯に列し、青柳藩が立藩したと見なされる。この加増は、小田原城番任命とともに行われており、秀用は小田原城三の丸に居住した。
秀用は両度の大坂の陣に従軍した。この際、他家に仕えていた二男の用可を、徳川家の直臣とするよう願い出て認められ、用可は父と共に武功を挙げた。
元和元年（1615年）、秀用は用可に5000石を分与した。これにより、青柳藩は1万石となった。

### 立藩から廃藩まで
元和5年（1619年）、駿府藩主徳川頼宣が紀州藩に移封されるに際し、近藤貞用が附属されることとなった。貞用への知行は新たに与えられることとされ、従来の知行地である井伊谷は収公されることとなった。
しかし、井伊谷が近藤家の旧領であることが考慮され、秀用の領地が相模国・上野国内から遠江国内5郡（引佐郡・敷知郡・豊田郡・麁玉郡・長上郡）に移された（秀用が転封を願い出たものともいう）。秀用は井伊谷に陣屋を築き、井伊谷藩1万石が成立した。また二男・近藤用可の知行地5000石も同じ地域（引佐郡・敷知郡・麁玉郡・長上郡）に移された。
近藤貞用は元和6年（1620年）に旗本として呼び戻されているが（秀用が願い出たものともいう）、この際に秀用は貞用に3140石を分知し、秀用の知行は6860石となった。これにより「井伊谷藩」は廃藩になったと見なされる。

### 井伊谷五近藤家領
秀用は、元和7年（1621年）には「馬飼料」の名目で相模国大住郡・愛甲郡内で2000石を加増された。寛永2年（1625年）に領知朱印状が下された際には、新田分も含め8940石の知行が認められた。秀用は寛永8年（1631年）2月6日に没した。
秀用の嫡孫である近藤貞用は、上述の通り祖父から3140石を分与されていたが、寛永2年（1625年）に領知朱印状が下された際に、新田分も含め3230石の知行主となった。
秀用の二男・用可（5000石）は元和8年（1622年）2月10日、任務中の落馬が原因で死去した。用可の家督は二男の用治が継いだ。用治は引佐郡気賀に居所を営み、交替寄合となった。寛永元年（1624年）、庶兄の用行に2000石を分知し、別家を立てた。寛永2年（1625年）に領知朱印状で新田分を含め3350石の知行が認められた。
寛永8年（1631年）に秀用が没すると、遺領8940石は次のように分配された。
近藤貞用（秀用の嫡孫）
遺領中2220石を相続→従来からの知行地と合わせ5450石。金指に陣屋を構えたことから金指近藤家と呼ばれる。
近藤用将（秀用の四男・用義の子）
遺領中5450石を相続。近藤家の本拠であった井伊谷を受け継ぎ、井伊谷近藤家と呼ばれる。
近藤用治（用可の嫡子）
遺領中540石を相続→従来からの知行地と合わせ3900石。本坂越の関所を守り、気賀に陣屋を構えたことから気賀近藤家と呼ばれる。
近藤用行（用可の庶長子）
遺領中400石を相続→従来からの知行地と合わせ2400石（その後の加増で最終的に3000石）。大谷に陣屋を置き、大谷近藤家と呼ばれる。
近藤用尹（秀用の甥）
遺領中320石を相続（その後の加増で最終的に520石＋300俵）。知行地の多くは関東にあり、井伊谷地域に陣屋は置いていないが、遠州領の石岡村や花平村の名を取り、石岡近藤家・花平近藤家あるいは花岡近藤家と呼ばれる。
5つの家は「五近藤家」と呼ばれる。このうち近藤貞用・近藤用治は交代寄合となった。

## 歴代藩主
近藤家
1万石。譜代。
1. 秀用（ひでもち）